# Station Rena
Station Rena is een station in Rena in de gemeente Åmot in fylke Innlandet in Noorwegen. Het station aan Rørosbanen werd geopend in 1871.